# Международна фонетична азбука
Международната фонетична азбука (МФА) (на английски: International Phonetic Alphabet, IPA) е система за фонетична транскрипция създадена за употреба от езиковедите. Тя е предназначена да представи стандартизирано, точно и еднозначно всеки звуков елемент в човешкия език, разпознат като фонема.
МФА е създадена с цел да анализира всички качества на езика (като думи, срички, фонеми), като пренебрегва онези, които нямат отношение към езика (напр. качеството на гласа).

### Гласни
Международната фонетична азбука широко се използва в британски английски речници, като например Oxford Advanced Learner's Dictionary и Cambridge Advanced Learner's Dictionary  Повечето американски (а и някои британски) речници използват собствени конвенции, за които се счита, че биха били по-разбираеми от читателите, незапознати с МФА.